# Red Star OS
Red Star OS (korejsky 붉은별 Pulgŭnbjŏl, „Rudá hvězda“) je severokorejský operační systém založený na Linuxu. Jeho vývoj byl započat v roce 1998 v Korejském počítačovém centru. Před jeho vývojem se v severokorejských počítačích obvykle používaly Microsoft Windows nebo Red Hat Linux. Verze 3.0 byla uveřejněna v létě 2013, ale nejvíce rozšířená je verze 1.0. Je distribuován jen v korejské edici, lokalizované do severokorejské terminologie a jazyka.

## Specifikace
V seznamu přibalených programů se systémem můžeme najít upravený webový prohlížeč Mozilla Firefox se jménem Naenara ("Můj stát" v korejštině). Používá se k přístupu do portálu Naenara na Severokorejském intranetu, také známém jako Kwangmyong. Pod další programy spadá jednoduchý textový editor, kancelářský balík office, e-mailový klient, audio a video přehrávač a videohry. Ve všech verzích můžete najít program Wine pro spuštění aplikací pro Windows pod Linux.
Verze 3.0 používá uživatelské rozhraní KDE 3. Používá ale motiv plochy, který se velice podobá starším verzím operačního systému MacOS od firmy Apple, starší verze tohoto systému se více podobají operačnímu systému Windows XP. Vzorem pro tuto změnu může být iMac, který měl v roce 2013 na stole Kim Čong-Un.